# Hesperomiza jaspidea
Hesperomiza jaspidea är en fjärilsart som beskrevs av W. Warren 1897. Hesperomiza jaspidea ingår i släktet Hesperomiza och familjen mätare. Inga underarter finns listade i Catalogue of Life.